# NGC 5044
NGC 5044 (другие обозначения — MCG −3-34-34, UGCA 341, PGC 46115) — эллиптическая галактика (E) в созвездии Дева.
NGC 5044 является центральным и самым ярким объектом группы, которая содержит много карликовых галактик dE и несколько кандидатов в карликовые галактики типа Im и Sm. Галактика NGC 5044 характеризуется ярким излучением ионизированного газа в форме протяженных нитей до 40" от центра, сосредоточенных в южной части галактики. Распределение космической пыли в галактике нерегулярно, пыль сосредоточена во внутренних 10" от центра, где есть два центральных темных облака. Галактика имеет протяженный спектр рентгеновского излучения и показывает сложную газовую и звездную кинематику. Профиль скорости газа нерегулярный, со множеством максимумов и провалов; радиальная скорость газа систематически смещена в синюю сторону относительно звездной скорости на 60 − 100 км/с. Кроме того, звезды, наблюдаемые на довольно большой площади вблизи центра галактики, вращаются в противоположном направлении относительно звезд внешних областей. Очень медленное или отсутствующее вращение звезд обнаружено вдоль малой оси галактики. Распределение скоростей газа достигает пика в 200 − 230 км/с в центре, быстро уменьшаясь наружу. Такая своеобразная кинематика и морфология газа могут быть признаками либо взаимодействия NGC 5044 с окружением, либо указывать на произошедшее в прошлом слияние с другой галактикой.
Этот объект входит в число перечисленных в оригинальной редакции «Нового общего каталога».